# Tino Uhlig
Tino Uhlig (* 29. November 1976) ist ein deutscher Behindertensportler im Bereich des Skilanglaufs.

## Karriere
Uhlig ist erst spät in den Behindertensport eingestiegen. Nach eigenen Angaben musste er sich nach seinem Motorradunfall 1998 mit anschließender Nervenverletzung am rechten Arm erst langsam an das Skilaufen mit nur einem Stock gewöhnen. Er hat 2008 mit dem Behindertensport begonnen. Uhlig war Teilnehmer bei den Winter-Paralympics 2010 in Vancouver und den Winter-Paralympics 2014 in Sotschi. Er startete in der Klasse stehend – LW 8.